# Sigismund Francisc de Austria
Sigismund Francis, Arhiduce al Austriei Anterioare (27 noiembrie 1630 – 25 iunie 1665) a fost conducător al Austriei Anterioare inclusiv al Tirolului din 1662 până în 1665.

## Biografie
S-a născut la Innsbruck ca al doilea fiu al Arhiducelui Leopold al V-lea și al Claudiei de Medici. După moartea tatălui, fratele său mai mare, Ferdinand Carol, în vârstă de patru ani, a succedat la tron sub regența mamei. Fratele său a preluat îndatoririle guvernamentale când a devenit major, în 1646.
Sigismund Francisc a fost numit episcop de Augsburg în 1646. În 1653 a devenit episcop de Gurk și în 1659 episcop de Trent. El nu a fost niciodată hirotonisit ca preot sau consacrat ca episcop.
După decesul fratelui său în 1662 a devenit Arhiduce al Austriei Anterioare. A fost mai abil decât fratele său și un conducător mai bun și decesul său, după numai trei ani de domnie, a stins linia tiroliană a Casei de Habsburg. Împăratul Leopold I, ca moștenitor al lui Sigismund Francisc, a preluat controlul guvernamental asupra Austriei Anterioare și a Tirol.
Sigismund Francisc s-a căsătorit cu Hedwig de Palatinate-Sulzbach la 3 iunie 1665 și a murit la Innsbruck la 12 zile după nuntă.